# Sweet (группа)
Sweet (до 1974 года The Sweet) — британская глэм-рок-группа, образовавшаяся в Лондоне, Англия, в 1968 году. Первую известность Sweet получили в начале 1970-х годов благодаря серии бабблгам-синглов, затем — на своём творческом пике — стали частью британского глэм-рок-движения; наконец, утяжелили звук и приблизились к хард-роковому звучанию.  
11 синглов группы входили в первую десятку UK Singles Chart; один из них, «Blockbuster» (1973), поднимался на вершину хит-парада.

## История группы
Барабанщик Мик Такер  и вокалист Брайан Коннолли встретились в британской группе Wainwright's Gentlemen (где до прихода последнего пел Иэн Гиллан), исполнявшей психоделический поп с элементами музыки соул. В январе 1968 года оба покинули состав и образовали The Sweetshop, пригласив бас-гитариста Стива Приста, экс-The Army, The Countdowns) и гитариста Фрэнка Торпи (англ. Frank Torpey). Квартет приобрёл известность на лондонской паб-сцене и получил контракт с лейблом «Fontana Records», после чего сократил название до The Sweet.

### 1968—1971
Дебютный сингл «Slow Motion» (июль 1968) успеха не имел, контракт с группой был расторгнут, и Торпи покинул состав. С заменившим его в 1969 году гитаристом Миком Стюартом группа подписала контракт с Parlophone Records и выпустила ещё три легковесных поп-сингла: «Lollipop Man» (1969), «All You’ll Ever Get from Me» (1970) и «Get On the Line» (кавер песни «The Archies»), ни один из которых не попал в чарты.
Стюарт ушёл и был заменён Энди Скоттом, авторитетным гитаристом, до этого игравшим в Scaffold, Mayfield's Mule и Elastic Band.

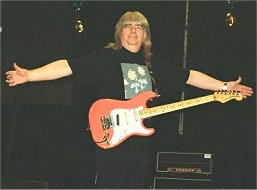
Энди Скотт

Новый состав подписал контракт с RCA Records, а также договор о сотрудничестве с только что образованным авторским дуэтом, Никки Чинн — Майк Чэпмен, чья первая же композиция «Funny Funny» принесла группе мгновенный успех (№ 13, UK Singles Chart). Далее последовали «Co-Co» (№ 2 UK, № 1 ФРГ), «Alexander Graham Bell» (№ 33 UK) и «Poppa Joe» (№ 11 UK; № 3 ФРГ, № 1 Голландия). 
Первый полноформатный студийный альбом «Funny How Sweet Co-Co Can Be», однако, оказался провальным, что дало прессе повод «похоронить» Sweet под ярлыком «singles’ band». Усугубили положение Чинн и Чепмен, которые приглашали в студию сессионных музыкантов, явно игнорируя возросшие способности участников группы.

### 1972—1982
Sweet не были довольны своей репутацией поп-группы, о чём говорят би-сайды их ранних синглов, исполненные в стиле хард-рок. Эти песни производили большее впечатление на публику, чем поп-композиции Чинна и Чэпмена, и последние стали сочинять более тяжёлые вещи, такие как «Little Willy» (№ 2 UK, № 3 США, № 1 ФРГ) и «Wig Wam Bam» (№ 2 UK; № 1 ФРГ). На этих записях Sweet сами исполняли инструментальные партии. В 1973 году песня «Block Buster!» стала первым и единственным синглом Sweet, занявшей первое место в британских чартах, также она стала № 1 в Западной Германии, Нидерландах, Новой Зеландии, Австрии и Ирландии, и № 3 в Швейцарии и Норвегии. Последующие синглы «Hell Raiser», «The Ballroom Blitz» и «Teenage Rampage» поднялись до № 2 в Британии.
В 1974 году Sweet записали хард-роковый альбом Sweet Fanny Adams с мастерски исполненными инструментальными партиями и интересными аранжировками, получивший высокие оценки критиков и вошедший в UK Top 40. Последовавший за ним Desolation Boulevard (с кавером «My Generation») не только был тепло принят критикой, но получил хвалебные отзывы от участников The Who, которые пригласили Sweet к совместному выступлению на стадионе «Вэлли» футбольного клуба «Чарльтон Атлетик». Незадолго до концерта Коннолли подвергся нападению хулиганов и получил ранение шеи, которое, по-видимому, оказалось роковым для его вокала, требовавшего максимального мускульного напряжения.
В 1975 году Sweet прервали отношения с Чинном и Чэпменом, последние две работы которых — «The Six Teens» и «Turn It Down» — оказались неудачными. Песня «Fox on the Run» авторства самих Sweet стала самым продаваемым их синглом и заняла второе место в Британии, Нидерландах и Норвегии, пятое в США и первое в Западной Германии и Австралии. Многие исполнители, включая Scorpions, Def Leppard, Ace Frehley (Kiss), записывали кавер-версии этой песни. Однако следующие синглы, «Action» и «Lies in Your Eyes», заняли всего лишь 15 и 35 места в британском хит-параде. Популярность группы пошла на спад.
В 1975 году группа отправилась в мировое турне, а в феврале 1976 года вышел полностью хард-роковый альбом «Give Us A Wink». В США он достиг 27 места, но в Британии вообще не попал в хит-парад.
Следующий альбом «Off the Record» имел успех только в ФРГ, Швеции и неожиданно в ЮАР.
В 1978 году группа стала играть прогрессивный рок. Альбом в этом стиле, «Level Headed», тоже имел очень небольшой успех, однако сингл «Love Is Like Oxygen» стал хитом во многих странах, в том числе Великобритании, где достиг 9 места. 
Это был последний успех Sweet в родной стране. В последовавшем турне по Америке Sweet были уже не хедлайнерами, а разогревающей командой Боба Сигера.
В феврале 1979 года Коннолли покинул группу и начал сольную карьеру (выпустив три сингла: «Take Away the Music», «Don’t You Know a Lady» и «Hypnotised»). Большинство вокальных партий начал исполнять Стив Прист. Sweet продолжили играть втроём и выпустили три альбома, последний из которых, «Identity Crisis», вышел только в Западной Германии и Мексике, но и там к нему не проявили особого интереса. В 1982 году, незадолго до выхода альбома Identity Crisis («Кризис идентичности»), Sweet распались.

### После распада
Первая попытка воссоединения Sweet была предпринята Брайаном Коннолли в 1984 году. Инициировав выпуск сборника хитов Sweet — «It’s It’s the Sweet Mix» — и попурри их старых хитов в стиле диско, он появился на пресс-конференции и автограф-сессии в Лондоне вместе с Миком Такером и Стивом Пристом.
С 1984 года Коннолли активно гастролировал с группой The New Sweet (позже Brian Connolly’s Sweet) с различными музыкантами. 
В 1995 году он перезаписал 9 песен Sweet для своего альбома «Let’s Go», в который вошли также три его сольные песни, «Do It Again», «Wait Till the Morning Comes» и «Let’s Go».
9 февраля 1997 года Коннолли скончался в возрасте 51 года от цирроза печени.
В 1985 году Энди Скотт и Мик Такер вернулись на сцену под названием Sweet, после ухода Такера в 1991 году группа стала называться Andy Scott’s Sweet. В 1986 году они выпустили концертный диск и DVD «Live at the Marquee», ведущий вокал на котором исполнял оригинальный солист Iron Maiden Пол Марио Дэй.
Такер умер от лейкемии 14 февраля 2002. Скотт продолжает активно выступать с разными музыкантами.
В 2008 году Стив Прист собрал свою версию Sweet, которая выступает исключительно на американском континенте. До этого он работал сессионным музыкантом в студиях Лос-Анджелеса. Прист — единственный участник Sweet, написавший автобиографию («Are You Ready Steve?», 1994).

### Sweet сегодня

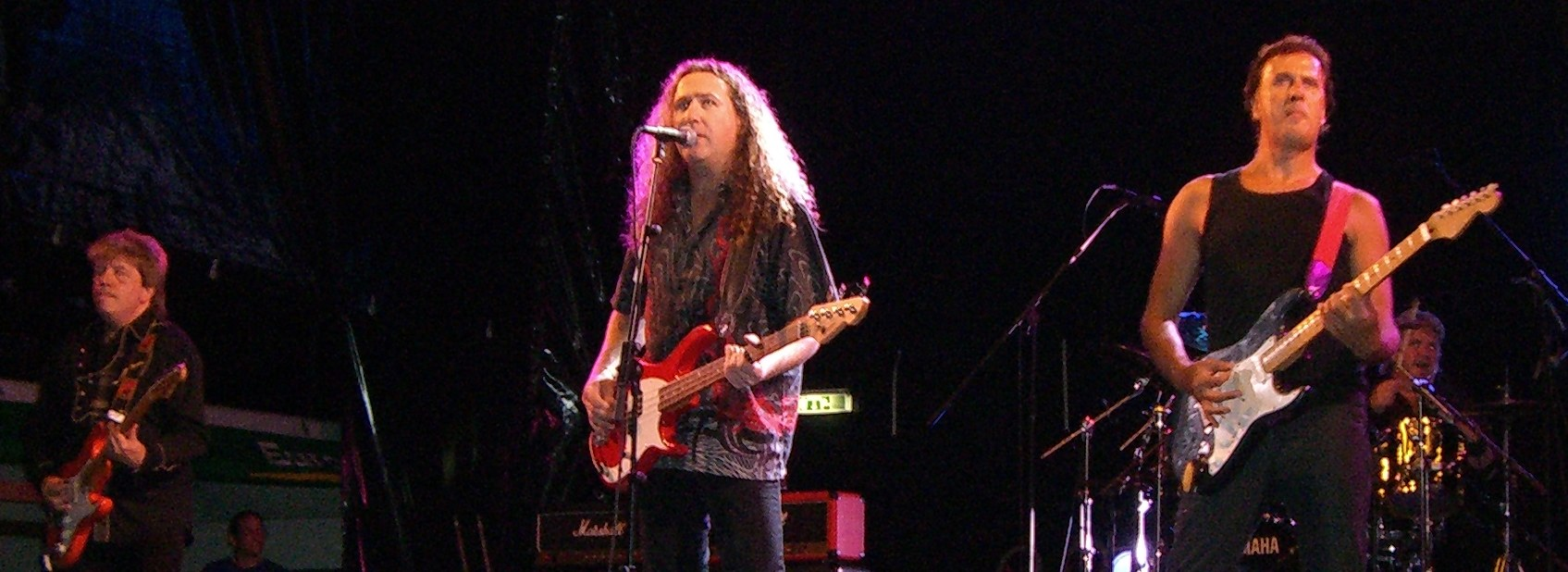
Концерт Andy Scott’s Sweet в Майнбурге. Слева-направо: Энди Скотт, Тони О’Хора и Стив Грант (гитара). На заднем плане – Брюс Бисланд.

До 2020 года существовали две версии группы Sweet: одну возглавлял гитарист Энди Скотт, другую — басист Стив Прист.
Andy Scott’s Sweet, или просто Sweet, выступают в Европе, Азии и Австралии. В состав группы, помимо Энди Скотта, входят вокалист Пол Манци (с 2019 года), барабанщик Адам Бут (с 2024 года), клавишник/гитарист Том Кори (с 2019 года) и басист Ли Смолл (с 2019). Группа выпустила несколько альбомов с новым материалом, последний альбом, «Full Circle», вышел в 2024 году.
Steve Priest’s Sweet, американская версия группы, была сформирована Стивом Пристом в 2008 году. В её составе: вокалист Джо Ретта, гитарист Стюарт Смит, ударник Ричи Онори и клавишник Стиви Стюарт. В 2011 году они записали живой альбом «Are You Ready? Sweet Live», вышедший 18 октября. 4 июня 2020 года Прист скончался. Это оставило Энди Скотта в качестве единственного выжившего члена «классического состава» Sweet.

## Участники

### Оригинальная группа
| Классический состав - Брайан Коннолли — ведущий вокал (1968—1979; умер в 1997 году) - Стив Прист — бас-гитара, бэк-вокал (1968—1979); ведущий вокал (1971—1982; умер в 2020 году) - Мик Такер — ударные, бэк-вокал (1968—1979); иногда ведущий вокал (1979—1982; умер в 2002 году) - Энди Скотт — гитара (1970—1982); клавишные (1974—1982), бэк- и иногда ведущий вокал | Ранние участники - Фрэнк Торпи — гитара (1968—1969) - Мик Стюарт — гитара (1969—1970) Концертные музыканты - Гари Моберли — клавишные (1978—1981) - Нико Рамсден — гитара (1978) - Рэй Макрайнер — гитара (1979) |

### Andy Scott’s Sweet
| Текущий состав - Энди Скотт — гитара, бэк-вокал (1985—наши дни); клавишные (1988—1996, 2011-2019), иногда ведущий вокал (1998—2019) - Пол Манци — ведущий вокал (2014—концерт, 2015—концерт, 2019—наши дни), бас-гитара (2014, 2015, 2019), клавишные, гитара, бэк и ведущий вокал (2014) - Ли Смолл — бас-гитара, бэк-вокал (2019—наши дни) - Том Кори — клавишные, гитара, бэк-вокал, звукоинженерия (2019—наши дни) - Адам Бут — ударные, бэк-вокал (2024—наши дни; подмена 2015, 2019), бас-гитара (2019) | Бывшие участники - Мик Такер — ударные, бэк-вокал (1985—1991; умер в 2002 году) - Пол Марио Дэй — ведущий вокал (1985—1989) - Фил Лансон — клавишные, бэк-вокал (1985—1989; 2005) - Мэл МакНалти — бас-гитара, бэк-вокал (1985—1989); ведущий вокал (1989–1995) - Джефф Браун — бас-гитара (1989—2003); бэк-вокал (1989—1997), ведущий вокал (1998—2003) - Стив Манн — клавишные, гитара, бэк-вокал (1989—1996; гость в 2019—2020) - Брюс Бисланд — ударные, бэк-вокал (1992—2024; подмена 1991) - Бодо Шопф — ударные, бэк-вокал (1991—1992) - Чед Браун — ведущий вокал (1995—1997) - Стив Грант — клавишные, бэк-вокал (1996—2005, 2006—2011); ведущий вокал, бас-гитара (2005); бэк- и иногда ведущий вокал (2006—2011) - Тони О’Хора — ведущий вокал, бас-гитара (2003—2005, 2006); клавишные, гитара, бэк- и иногда ведущий вокал (2011—2019) - Питер Линкольн — ведущий вокал, бас-гитара (2006—2019) Временные музыканты - Малькольм Пирсон — клавишные (1988) - Иэн Гиббонс — клавишные (1989, 1994, 1996, 2005; умер в 2019) - Джо Берт — бас-гитара (2005) - Марк Томпсон Смит — ведущий вокал (2005) - Тони Миллс — ведущий вокал, бас-гитара (2006; умер в 2019) - Мартин Микелс — гитара (2010) |

### Составы
| Период                                            | Составы | Релизы                                                                                              |  |
| ------------------------------------------------- | --- | --------------------------------------------------------------------------------------------------- |  |
| Январь 1968 – середина 1969                       | - Брайан Коннолли – ведущий вокал - Фрэнк Торпи – гитара - Стив Прист – бас-гитара, бэк-вокал - Мик Такер – ударные, бэк-вокал                                                                                | - Slow Motion (1968)                                                                                |  |
| 1969 – 1970                                       | - Брайан Коннолли – ведущий вокал - Мик Стюарт – гитара - Стив Прист – бас-гитара, бэк-вокал - Мик Такер – ударные, бэк-вокал                                                                                 | - The Lollipop Man (1969) - All You'll Ever Get from Me (1970) - Get on the Line (1970)             |  |
| Середина 1970 – март 1971                         | - Брайан Коннолли – ведущий вокал - Энди Скотт – гитара, бэк-вокал - Стив Прист – бас-гитара, бэк-вокал - Mick Tucker – ударные, бэк-вокал                                                                    | нет                                                                                                 |  |
| Март 1971 – август 1974                           | - Брайан Коннолли – ведущий вокал - Энди Скотт – гитара, бэк- и иногда ведущий вокал - Стив Прист – бас-гитара, бэк- и ведущий вокал - Мик Такер – ударные, бэк-вокал                                         | - Funny How Sweet Co-Co Can Be (1971) - Sweet Fanny Adams (1974)                                    |  |
| Август 1974 – февраль 1979                        | - Брайан Коннолли – ведущий вокал - Энди Скотт – гитара, клавишные, бэк- и иногда ведущий вокал - Стив Прист – бас-гитара, бэк- и ведущий вокал - Mick Tucker – ударные, бэк-вокал                            | - Desolation Boulevard (1974) - Give Us a Wink (1976) - Off the Record (1977) - Level Headed (1978) |  |
| Февраль 1979 — конец 1981                         | - Энди Скотт – гитара, клавишные, ведущий и бэк-вокал - Стив Прист – бас-гитара, ведущий вокал - Мик Такер – ударные, бэк- и иногда ведущий вокал                                                             | - Cut Above the Rest (1979) - Waters Edge (1980) - Identity Crisis (1982)                           |  |
| Группа неактивна с конца 1981 — начала 1985 года. | | |  |
| Начало 1985 — июль 1989                           | - Пол Марио Дэй – ведущий вокал - Энди Скотт – гитара, бэк-вокал - Мэл МакНалти – бас-гитара, бэк-вокал - Фил Лансон – клавишные, бэк-вокал - Мик Такер – ударные, бэк-вокал                                  | - Live at the Marquee (1989) - Greatest Hits - Live (1994)                                          |  |
| Июль 1989 — ноябрь 1990                           | - Мэл МакНалти – ведущий вокал - Энди Скотт – гитара, бэк-вокал - Джефф Браун – бас-гитара, бэк-вокал - Фил Лансон – клавишные, бэк-вокал - Мик Такер – ударные, бэк-вокал                                    | |  |
| Декабрь 1990                                      | - Мэл МакНалти – ведущий вокал - Энди Скотт – гитара, клавишные, бэк-вокал - Джефф Браун – бас-гитара, бэк-вокал - Стив Манн – клавишные, гитара, бэк-вокал - Мик Такер – ударные, бэк-вокал                  | |  |
| 1991                                              | - Мэл МакНалти – ведущий вокал - Энди Скотт – гитара, клавишные, бэк-вокал - Джефф Браун – бас-гитара, бэк-вокал - Стив Манн – клавишные, гитара, бэк-вокал - Бодо Шопф – ударные, бэк-вокал                  | - A (1992)                                                                                          |  |
| Начало 1992 — 1994                                | - Мэл МакНалти – ведущий вокал - Энди Скотт – гитара, клавишные, бэк-вокал - Джефф Браун – бас-гитара, бэк-вокал - Стив Манн – клавишные, гитара, бэк-вокал - Брюс Бисланд – ударные, бэк-вокал               | - The Answer (1995)                                                                                 |  |
| 1995                                              | - Чед Браун – ведущий вокал - Энди Скотт – гитара, клавишные, бэк-вокал - Джефф Браун – бас-гитара, бэк-вокал - Стив Манн – клавишные, гитара, бэк-вокал - Брюс Бисланд – ударные, бэк-вокал                  | нет                                                                                                 |  |
| Январь 1996 — конец 1997                          | - Чед Браун – ведущий вокал - Энди Скотт – гитара, бэк-вокал - Джефф Браун – бас-гитара, бэк-вокал - Стив Грант – клавишные, бэк-вокал - Брюс Бисланд – ударные, бэк-вокал                                    | нет                                                                                                 |  |
| 1998 — декабрь 2002                               | - Энди Скотт – гитара, бэк- и иногда ведущий вокал - Джефф Браун – бас-гитара, ведущий вокал - Стив Грант – клавишные, бэк-вокал - Брюс Бисланд – ударные, бэк-вокал                                          | - Sweetlife (2002)                                                                                  |  |
| Начало 2003 — декабрь 2004                        | - Тони О’Хора – ведущий вокал, бас-гитара - Энди Скотт – гитара, бэк- и иногда ведущий вокал - Стив Грант – клавишные, бэк-вокал - Брюс Бисланд – ударные, бэк-вокал                                          | нет                                                                                                 |  |
| 2005                                              | - Стив Грант – ведущий вокал, бас-гитара - Энди Скотт – гитара, бэк- и иногда ведущий вокал - Фил Лансон – клавишные, бэк-вокал - Брюс Бисланд – ударные, бэк-вокал                                           | нет                                                                                                 |  |
| Январь — июль 2006                                | - Тони О'Хора – ведущий вокал, бас-гитара - Энди Скотт – гитара, бэк- и иногда ведущий вокал - Стив Грант – клавишные, бэк- и иногда ведущий вокал - Брюс Бисланд – ударные, бэк-вокал                        | нет                                                                                                 |  |
| Август 2006 — декабрь 2010                        | - Питер Линкольн – ведущий вокал, бас-гитара - Энди Скотт – гитара, бэк- и иногда ведущий вокал - Стив Грант – клавишные, бэк- и иногда ведущий вокал - Брюс Бисланд – ударные, бэк-вокал                     | нет                                                                                                 |  |
| Начало 2011 — май 2019                            | - Питер Линкольн – ведущий вокал, бас-гитара - Энди Скотт – гитара, клавишные, бэк- и иногда ведущий вокал - Тони О'Хора – клавишные, гитара, бэк- и иногда ведущий вокал - Брюс Бисланд – ударные, бэк-вокал | - New York Connection (2012)                                                                        |  |
| Июнь — сентябрь 2019                              | - Пол Манци – ведущий вокал, бас-гитара - Энди Скотт – гитара, клавишные, бэк-вокал - Тони О'Хора – клавишные, гитара, бэк-вокал - Брюс Бисланд – ударные, бэк-вокал                                          | нет                                                                                                 |  |
| Октябрь 2019 — Июль 2024                          | - Пол Манци – ведущий вокал - Энди Скотт – гитара, клавишные, бэк-вокал - Ли Смолл – бас-гитара, бэк-вокал - Том Кори — клавишные, гитара, бэк-вокал - Брюс Бисланд – ударные, бэк-вокал                      | - Isolation Boulevard (2020) - Full Circle (2024)                                                   |  |
| Июль 2024 — настоящее                             | - Пол Манци – ведущий вокал - Энди Скотт – гитара, клавишные, бэк-вокал - Ли Смолл – бас-гитара, бэк-вокал - Том Кори — клавишные, гитара, бэк-вокал - Адам Бут – ударные, бэк-вокал                          | - Full Circle (2024)                                                                                |  |

## Дискография

### Альбомы
- Gimme Dat Ding (сплит-альбом c The Pipkins', 1970)
- Funny How Sweet Co-Co Can Be (1971)
- The Sweet’s Biggest Hits (сборник, 1972)
- Poppa Joe (итальянский сборник, 1972)
- The Sweet, (сборник синглов 1971-73 годов, 1973)
- Sweet Fanny Adams (1974; № 27 UK)
- Desolation Boulevard (1974)
- Strung Up (двойной альбом, 1975)
- Give Us a Wink (1976; № 27 США)
- Off the Record (1977)
- The Golden Greats (сборник, 1977)
- Level Headed (1978)
- Cut Above the Rest (1979)
- Water’s Edge (американское название — Sweet VI, 1980).
- Identity Crisis (1982)
- A (1992) (как Andy Scott's Sweet)
- The Answer (1995) (как Andy Scott's Sweet)
- Sweetlife (2002) (как Andy Scott's Sweet)
- New York Connection (2012) (как Andy Scott's Sweet)
- Isolation Boulevard (2020) (как Andy Scott's Sweet)
- Full Circle (2024) (как Andy Scott's Sweet)